# Ден Креншо
Деніел Рід Креншо (англ. Daniel Reed Crenshaw; нар. 14 березня 1984, Абердин, Шотландія, Велика Британія) — американський політик-республіканець і колишній член Navy SEAL. Представник 2-го виборчого округу штату Техас у Конгресі США з 2019 року.

## Біографія
Креншо виріс в Кеті, штат Техас. Закінчив Університет Тафтса у 2006 році. Він отримав ступінь магістра державного управління в Школі управління імені Джона Ф. Кеннеді Гарвардського університету у 2017 році. Креншо працював помічником конгресмена Піта Сешнса.
Креншо одружився з Тарою Блейк у 2013 році.
В 2022 році, під час російського вторгнення в Україну, Креншо висловив підтримку пакету допомоги Україні на 40 мільярдів доларів.